# 617 Dywizjon Bombowy
617 Dywizjon Bombowy „Dambusters” – dywizjon bombowy RAF-u, najbardziej znany z przeprowadzenia serii ataków na niemieckie zapory wodne w czasie II wojny światowej przy pomocy opracowanych przez Barnesa Wallisa bomb skaczących.

## Historia
Dywizjon został utworzony 21 marca 1943 r. na lotnisku Scampton w Wielkiej Brytanii jako dywizjon lotnictwa bombowego podporządkowany 5 grupie bombowej. Samoloty 617 dywizjonu były oznaczone czerwonymi literami AJ. Jednostka wyposażona była w 18 samolotów Avro Lancaster Mk. III (Special) przystosowanych do zrzutu bomb skaczących. Dywizjonem dowodził pułkownik Guy Gibson
Jednostka stworzona została w celu dokonania ataku na zapory wodne w Zagłębiu Ruhry (operacja Chastise). Celem ataku miały być zapory w Möhne, Eder i Sorpe.
Od końca marca do 12 maja 1943 piloci odbywali intensywne szkolenie nad zbiornikami Upper Derwent Valley w Peak District, których zapory przypominały cele, Uppingham w okolicach Leicester oraz nad Zatoką Wash na Morzu Północnym na wysokości około 50 m nad lustrem wody. W trakcie treningów okazało się, że klasyczna metoda celowania i utrzymana wysokości jest mało skuteczna, dlatego zastosowano specjalny układ reflektorów, których snopy światła krzyżowały się na zalecanym pułapie, co pozwalało na dokładniejsze podejście do celu.
Według planów głównym celem ataku miały być zbiorniki wodne i zniszczenie zapór: Möhne, Hagen, Herdecke, Sorpe, Eder. W tym celu zaprojektowano nowy rodzaj bomby tak zwaną bombę skaczącą (ang. bouncing bomb). Zniszczenie zapór miało spowodować katastrofalne następstwa dla gospodarki Rzeszy. Po zniszczeniu celów ogromne ilości wody miały zalać znaczne obszary, a także obiekty przemysłowe takie jak linie kolejowe, zakłady przemysłowe, magazyny, huty i kopalnie a także unieruchomienie hydroelektrowni zbudowanych na tych zbiornikach. Szacowano, że w wyniku ataku wydajność zakładów w Zagłębiu Ruhry spadnie o 20%. Jednocześnie zapory Möhne i Sorpe gromadziły 76% zasobów wody wykorzystywanej w przemyśle Zagłębia Ruhry.
Dywizjon 617 podzielono na trzy grupy: pierwszą dowodził płk Guy Gibson, VC (zast. major Young, 9 maszyn atak na Möhnei i Eder), drugą kpt. Mac Carty (5 maszyn, atak na tamę Sorpe), a trzecią kpt. Townsend (4 maszyny, grupa odwodowa).
Samoloty 617 dywizjonu w dniu 16 maja wystartowały o godzinie 22.30. W trakcie lotu nad kanałem z przyczyn technicznych powrócił do bazy podporucznik Rice'y. W wyniku ostrzału artylerii przeciwlotniczej zginęły załogi sierżanta Byersa, kaprala Barlowa, porucznika Astella, oraz uległ awarii samolot porucznika Munro.
Atak rozpoczęto o godzinie 2.20 na zaporę Möhne. Musiano zrzucić pięć 4-tonowych bomb, by dokonać zniszczenia zapory. W trakcie nalotów poległ porucznik Hopgood. Na zaporę Eder zrzucono trzy skaczące bomby co pozwoliło zniszczyć obiekt, w trakcie akcji poległ major Mandsley. W Sorpe podobnie zrzucono trzy ładunki jednak betonowo - ziemna konstrukcja tamy wytrzymała siłę eksplozji. W trakcie drogi powrotnej zginęły także załogi majora Younga, porucznika Otleya. Do bazy powróciły samoloty Gibsona, Mickeya, Maltby'ego, Mac Carthy'ego, Townsenda, Andersona, Browna, Corchrana i Walisa.
Operacja Chastise zakończyła się sukcesem taktycznym. Pomimo strat w załogach zniszczono dwie zapory na Renie. Zginęło około 1700 osób, w tym ponad 1000 przymusowych robotników i jeńców (głównie radzieckich), wykorzystywanych przez Niemców jako niewolnicza siła robocza. Jednak pod względem strategicznym operacja nie przyniosła oczekiwanych rezultatów. Pomyłka wywiadu polegająca na wyznaczeniu celu na zaporze Eder niezwiązanej z zaopatrzeniem w wodę Zagłębia Ruhry sprawiła, że zniszczenie zapór nie wpłynęło znacząco na kondycję przemysłu Rzeszy. Zalane tereny dość szybko osuszono, zakłady przywrócono do funkcjonowania. Same zapory dość szybko odbudowano. Gdyby zamiast zapory w Eder zniszczono zaporę w Sorpe wtedy przemysł w Zagłębiu Ruhry zostałby sparaliżowany na kilka lub kilkanaście miesięcy.
Do odbudowy zniszczonych tam wykorzystano pracę ponad  siedmiu tysięcy robotników, którzy do końca września 1943 r. zamknęli wyrwę na zaporze Möhne o głębokości 22 m i wysokości 77 metrów. Albert Speer napisał po wojnie na ten temat: W toku prowadzonej przez nas odbudowy lotnictwo brytyjskie zaprzepaściło swoją drugą szansę.
Atak Dywizjonu 617 można uznać za pierwowzór dzisiejszych chirurgicznych uderzeń na wybrane cele strategiczne.